# ホソバタイセイ
ホソバタイセイ（細葉大青、学名:Isatis tinctoria） は、アブラナ科タイセイ属の二年草である。
南ヨーロッパ原産。インディゴ染料の原料として中世ヨーロッパで盛んに栽培され、止血薬としても用いられた。
ウォード（英語: woad）、パステル（フランス語: Pastel des teinturiers）、大青（タイセイ）、久留久佐（クルクサ）などの呼称もある。
ハマタイセイ別名エゾタイセイIsatis tinctoria L.var.yezoensis(Ohwi) Ohwiはホソバタイセイの変種である、ハマタイセイにはマタイセイ、ホソバタイセイ、エゾタイセイの別名がある、との解説がある。

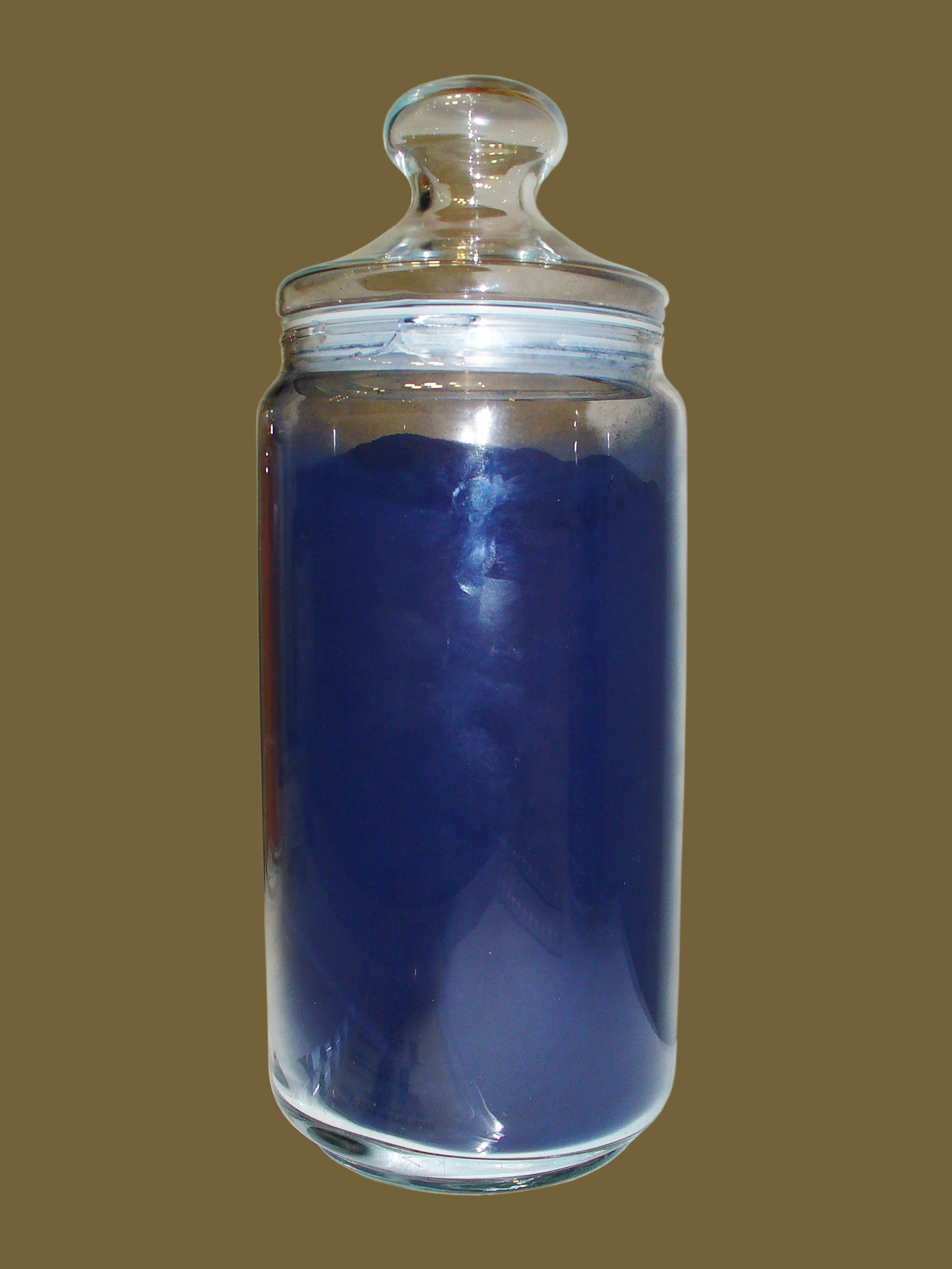
ホソバタイセイから作られたインディゴ染料
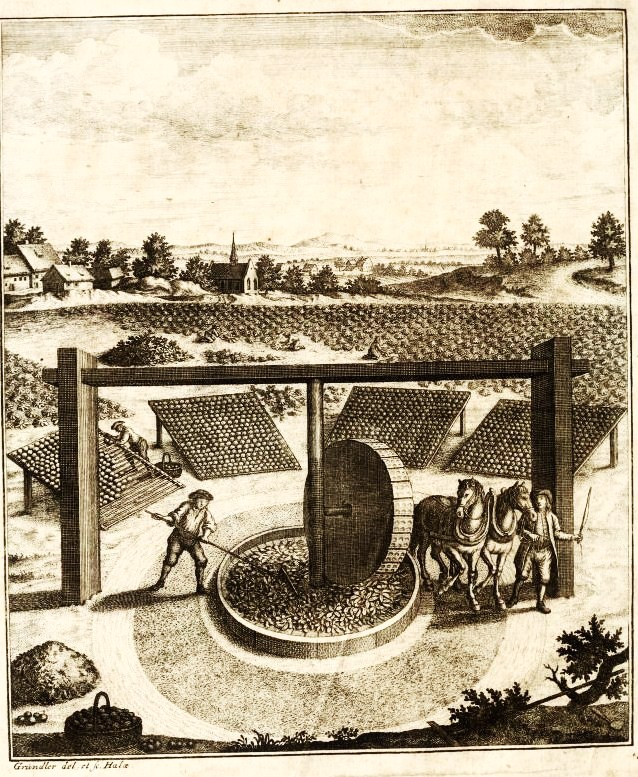
インディゴ染料製造のためホソバタイセイをすりつぶす様子。1752年、テューリンゲン州。